# ムーラ市 (スウェーデン)
ムーラ市（Mora kommun）は、スウェーデン、ダーラナ県の基礎自治体。人口20,670人。中心都市はムーラである。現在の地方自治体は1971年、4つの周辺の地方自治体を合併して成立した。日本語ではモーラ市と表記されることも多い。
いわゆるモーラ・ナイフの生産地として有名であるほか、クロスカントリースキー大会のバーサーロペット（en:Vasaloppet）の開催地としても知られる。
バーサーロペットの姉妹イベントを開催しているという関係から、バーサーロペットジャパンの開催地である北海道旭川市や、それ以外に中華人民共和国・長春市、アメリカのミネソタ州モーラ市（en:Mora, Minnesota）と事実上の姉妹都市関係にある。

## 地域
- Bergkarlås
- Bonäs
- Färnäs
- Gesunda
- Mora（中心）
- Nusnäs
- Selja
- Sollerön
- Vattnäs
- Venjan
- Vinäs
- Våmhus
- Östnor
- Öna